# زوماستیپتسه
زوماستیپتسه (به لاتین: Zumsteinspitze) یک کوه در سوئیس است که در کانتون وله واقع شده‌است. زوماستیپتسه ۴٬۵۶۳ متر بالاتر از سطح دریا واقع شده‌است.